# 아그니 항공
아그니 항공(네팔어: अग्नि एयर प्रा. ली. - Agni Eyr Prā. Lī., 또는 간단히 अग्नि एयर)는 2006년 3월부터 본사를 네팔에 두고 영업활동을 시작한 네팔의 항공사이다. 거점도시는 네팔의 수도인 카트만두이다.

## 역사
아그니 에어는 2006년 3월 16일에 영업활동을 시작하였다. 루클라와 터미리그타 구역을 독일의 항공 기술자인 도르니에와 함께 다음날에 비행을 시작했다.

## 보유 기종
- 모든 기종의 경우 심릭 항공에서 임차 운항한다.[2]

- 도니어 228 2대
- 제트스트림 41 3대